# Flavius Victor
Flavius Victor (4. století - srpen 388 Augusta Treverorum) byl západořímský císař. Vládl od roku 383/384 či od roku 387 až do své smrti v roce 388.
Byl synem Magna Maxima, magistera milita v Galii a Británii, který v roce 383 nechal svým generálem Andragathiem zavraždit císaře Gratiana a uzurpoval si Západořímskou říši. Východořímský císař Theodosius I. neměl s Gratianem nijak idylické vztahy a tak Maxima uznal jako legitimního císaře. Maximův syn Flavius Victor byl v letech 383/384 nebo v polovině roku 387 povýšen na augusta Západořímské říše, čímž se stal spoluvládcem se svým otcem. Maximus v roce 387 napadl Apeninský poloostrov, aby sesadil Valentiniana II., bratra a nástupce zavražděného Gratiana. Nezletilému Valentinianovi se před Maximem podařilo s matkou Justinou uprchnot do Soluně, kde požádali o pomoc císaře Theodosia. Theodosius I. poté v bitvě u Sávy Maxima a jeho vojska porazil. Maximus byl popraven 28. srpna 388 v Aquileii. Po jeho smrti byl franským generálem Arbogastem v Augustu Treveroru popraven i jeho syn Flavius Victor.
Považuje se za vysoce pravděpodobné, že Maximus měl v úmyslu nastolit dynastii, protože počet ražených mincí s Victorovou podobiznou byl větší než počet mincí s podobiznou Maxima.